# Cantone di Calais-Nord-Ovest
Il Cantone di Calais-Nord-Ovest era una divisione amministrativa dell'arrondissement di Calais.
È stato soppresso a seguito della riforma complessiva dei cantoni del 2014, che è entrata in vigore con le elezioni dipartimentali del 2015.
Comprendeva parte della città di Calais e i comuni di:
- Bonningues-lès-Calais
- Coquelles
- Escalles
- Fréthun
- Nielles-lès-Calais
- Peuplingues
- Saint-Tricat
- Sangatte